# Ceaucé
Ceaucé (prononcé [sose]), dite Céaucé, est une commune française, située dans le département de l'Orne en région Normandie, peuplée de 1 164 habitants.
La commune a la particularité de faire partie à la fois des provinces historiques du Maine et de la Normandie  dans le pays du Passais. Commune mixte située pour moitié dans l'Orne, pour moitié dans la Mayenne après la Révolution, elle est finalement entièrement rattachée à l'Orne en 1831.

## Géographie

### Description
Ceaucé est située dans le Domfrontais, et, plus largement, dans le sud du Bocage normand, dans l'Orne et limitrophe de la Mayenne.
Son bourg est à 10 km au nord d'Ambrières-les-Vallées, à 12 km à l'est de Passais, à 12 km au sud de Domfront et à 14 km au nord-ouest de Lassay-les-Châteaux. Il est desservi par l'ancienne route nationale 162 (actuelle RD 962).
Le point culminant (262 m) se situe en limite nord, sur les pentes du mont Margantin, près du lieu-dit la Chatonnière. Le point le plus bas (100 m) correspond à la sortie de la Varenne du territoire, au sud-ouest.

### Communes limitrophes
| Torchamp                                  | Saint-Brice                     | Avrilly                         |
| Saint-Fraimbault                          | Ceaucé                          | La Baroche-sous-Lucé, Loré      |
| Soucé (Mayenne), Couesmes-Vaucé (Mayenne) | Ambrières-les-Vallées (Mayenne) | Ambrières-les-Vallées (Mayenne) |

### Hydrographie
La commune est située dans le bassin Loire-Bretagne. Elle est drainée par la Varenne, l'Ortel, le ruisseau de la Havardière et le ruisseau du Mont Margantin,.
La Varenne, d'une longueur de 60 km, prend sa source dans la commune de Messei, à une altitude de 239 mètres, près du hameau de la Bédellerie, et se jette  dans la Mayenne à Ambrières-les-Vallées à une altitude de 94 mètres, après avoir traversé 17 communes. Les caractéristiques hydrologiques du Ton sont données par la station hydrologique située sur la commune de Sainte-Céronne-lès-Mortagne. Le débit moyen mensuel est de 7,49 m3/s. Le débit moyen journalier maximum est de 82,5 m3/s, atteint lors de la crue du 26 janvier 1995. Le débit instantané maximal est quant à lui de 89,7 m3/s, atteint le 28 janvier 1995.

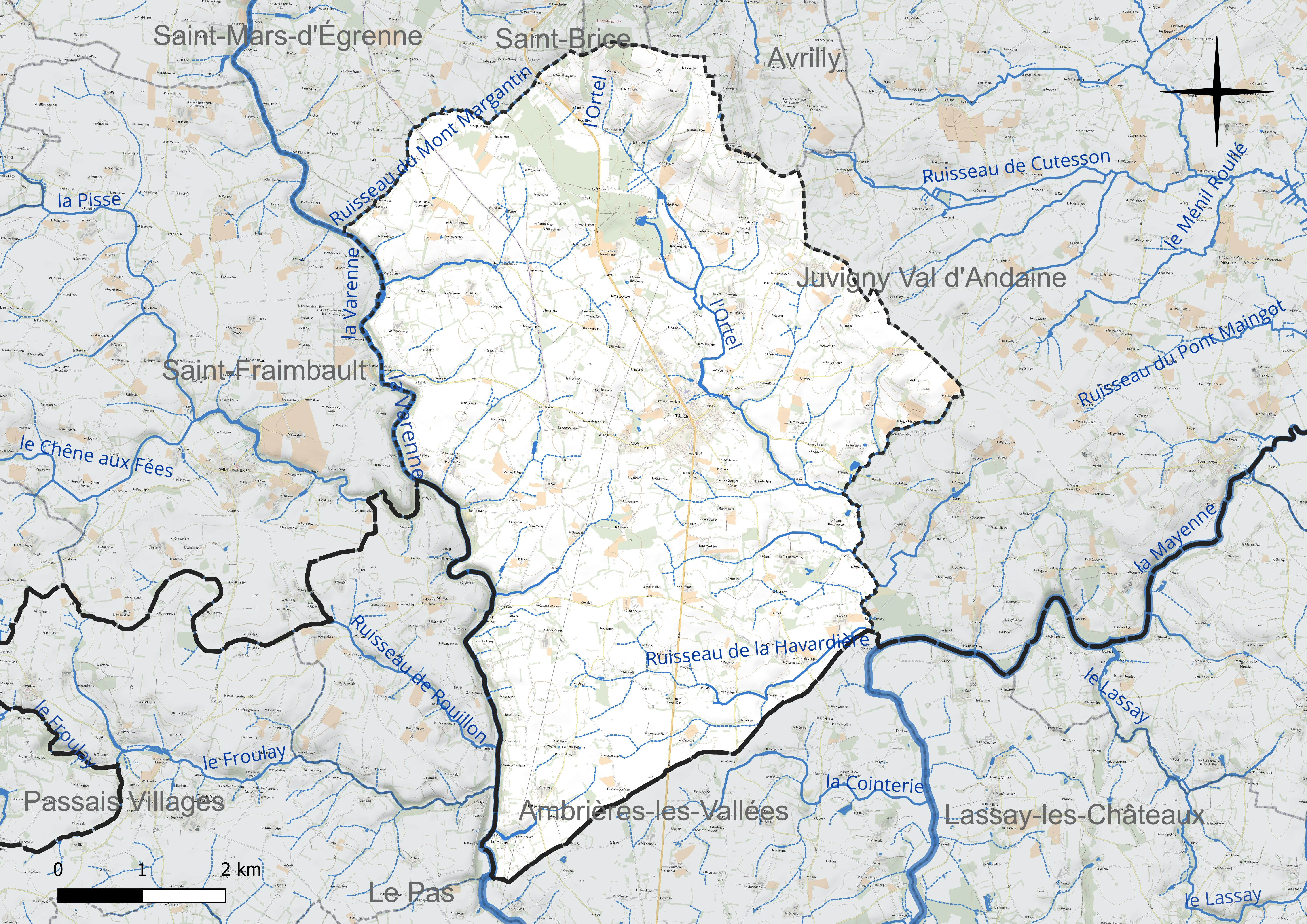
Réseau hydrographique de Ceaucé.

### Climat
Pour des articles plus généraux, voir Climat de la Normandie et Climat de l'Orne.
En 2010, le climat de la commune est de type climat océanique franc, selon une étude du CNRS s'appuyant sur une série de données couvrant la période 1971-2000. En 2020, Météo-France publie une typologie des climats de la France métropolitaine dans laquelle la commune est exposée à un climat océanique et est dans une zone de transition entre les régions climatiques « Normandie (Cotentin, Orne) » et « Moyenne vallée de la Loire ». Parallèlement le GIEC normand, un groupe régional d’experts sur le climat, différencie quant à lui, dans une étude de 2020, trois grands types de climats pour la région Normandie, nuancés à une échelle plus fine par les facteurs géographiques locaux. La commune est, selon ce zonage, exposée à un « climat contrasté des collines », correspondant au Bocage normand, bien arrosé, voire très arrosé sur les reliefs les plus exposés au flux d’ouest, et frais en raison de l’altitude.
Pour la période 1971-2000, la température annuelle moyenne est de 10,7 °C, avec une amplitude thermique annuelle de 13,2 °C. Le cumul annuel moyen de précipitations est de 853 mm, avec 13,2 jours de précipitations en janvier et 7,5 jours en juillet. Pour la période 1991-2020, la température moyenne annuelle observée sur la station météorologique la plus proche, située sur la commune de Saint-Fraimbault à 6 km à vol d'oiseau, est de 11,2 °C et le cumul annuel moyen de précipitations est de 850,1 mm,. Pour l'avenir, les paramètres climatiques de la commune estimés pour 2050 selon différents scénarios d’émission de gaz à effet de serre sont consultables sur un site dédié publié par Météo-France en novembre 2022.

## Urbanisme

### Typologie
Au 1er janvier 2024, Ceaucé est catégorisée commune rurale à habitat très dispersé, selon la nouvelle grille communale de densité à sept niveaux définie par l'Insee en 2022.
Elle est située hors unité urbaine et hors attraction des villes,.

### Occupation des sols
L'occupation des sols de la commune, telle qu'elle ressort de la base de données européenne d’occupation biophysique des sols Corine Land Cover (CLC), est marquée par l'importance des territoires agricoles (94,7 % en 2018), une proportion sensiblement équivalente à celle de 1990 (95 %). La répartition détaillée en 2018 est la suivante :
prairies (57,1 %), terres arables (28,9 %), zones agricoles hétérogènes (8,6 %), forêts (3,6 %), zones urbanisées (1,8 %). L'évolution de l’occupation des sols de la commune et de ses infrastructures peut être observée sur les différentes représentations cartographiques du territoire : la carte de Cassini (XVIIIe siècle), la carte d'état-major (1820-1866) et les cartes ou photos aériennes de l'IGN pour la période actuelle (1950 à aujourd'hui).

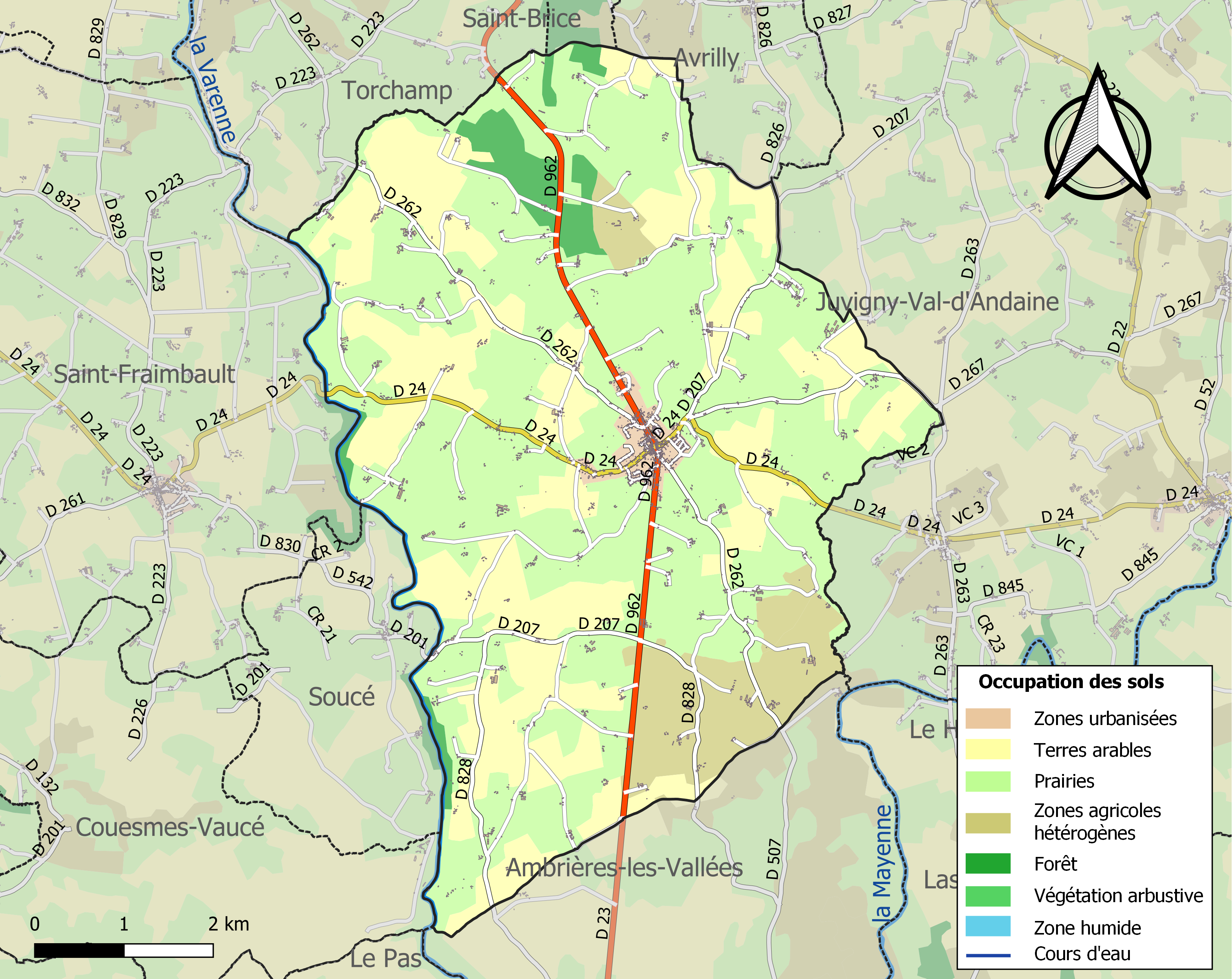
Carte des infrastructures et de l'occupation des sols de la commune en 2018 (CLC).

### Habitat et logement
En 2018, le nombre total de logements dans la commune était de 833, alors qu'il était de 832 en 2013 et de 820 en 2008.
Parmi ces logements, 70,1 % étaient des résidences principales, 18,1 % des résidences secondaires et 11,8 % des logements vacants. Ces logements étaient pour 96,6 % d'entre eux des maisons individuelles et pour 3,3 % des appartements.
Le tableau ci-dessous présente la typologie des logements à Ceaucé en 2018 en comparaison avec celle de l'Orne et de la France entière. Une caractéristique marquante du parc de logements est ainsi une proportion de résidences secondaires et logements occasionnels (18,1 %) supérieure à celle du département (10,5 %) et à celle de la France entière (9,7 %). Concernant le statut d'occupation de ces logements, 68,8 % des habitants de la commune sont propriétaires de leur logement (69,4 % en 2013), contre 64,3 % pour l'Orne et 57,5 pour la France entière.
| Typologie                                               | Ceaucé | Orne | France entière |
| ------------------------------------------------------- | ------ | ---- | -------------- |
| Résidences principales (en %)                           | 70,1   | 78,3 | 82,1           |
| Résidences secondaires et logements occasionnels (en %) | 18,1   | 10,5 | 9,7            |
| Logements vacants (en %)                                | 11,8   | 11,2 | 8,2            |

## Toponymie
Le nom de la localité est attesté sous la forme Celsiacum (ou vicus Celsiacus) en 796. Il serait issu de l'anthroponyme latin ou roman Celsius.
On trouve également les formes suivantes: Ceaulcé (1777, 1882), condita Celsiasensis (IXe siècle). Et plus rarement Celseium (1133), Celciacus (1324), Calciacus, Celceyacus (1530) .
Le gentilé est Ceaucéen.

## Histoire
L'histoire de Ceaucé se confond pour une large part avec l'histoire du Passais. 

### Second âge du fer dit de la Tène - Époque gauloise
Découverte d'un quart de statère d'or .

### Antiquité - Gaule romaine
Ceaucé est probablement le plus ancien et principal village (vicus) du Passais pendant tout le haut moyen-âge, jusqu'à ce que soient érigées les forteresses de Domfront et de La Ferté Macé au XIe siècle. Le développement d'une implantation urbaine à cet emplacement s'explique par le passage de l'ancienne voie romaine reliant les cités de Jublains et de Vieux, et qui marquait probablement la frontière est de la commune.
Les terres de Ceaucé se situent sur le territoire de la tribu gauloise des Diablintes présents ici avant la conquête romaine.
Au IVe siècle, le « Defensor », premier magistrat de la cité des Cénomans, aurait fait don du village de Jublains (vicus Diablenticus), du village de Javron (vicus Gabronnus), et enfin du village de Ceaucé (vicus Celsiacus) à l'évêque Saint Julien du Mans. Il y aurait alors fondé une première église  .

### Moyen Âge

#### Haut Moyen Âge
Au VIe siècle, le Passais dépend de Ceaucé, désigné sous le nom de Condita Celciacensis, et c'est l’une des premières paroisses de la région . Saint Innocent, évêque du Mans, envoie de nombreux ermites pour prêcher le christianisme dans les campagnes, et plus particulièrement saint Ernier à Ceaucé. Il y aurait alors fondé un monastère mérovingiens d'environ trente moines, ainsi qu'une église dédiée à saint Martin.
En l'an 560, le roi Clotaire Ier, fils de Clovis, allant châtier la rébellion de Chramn, son fils bâtard qui s'était retiré en Bretagne, passe par Ceaucé. Il y rencontre saint Alnée et saint Ernier. Il leur fait de riches présents et don de plusieurs terres pour les aider à achever la construction de l'abbaye.
Au VIIIe siècle, aurait existé une centena, subdivision à caractère militaire du pagus,  centrée sur Céaucé et correspondant au Passais .
En 796, Charlemagne confirme à l'église du Mans la possession du bourg de Ceaucé; en 840, Louis-le-Pieux renouvelle la charte de son père .
Les lieux auraient ensuite soufferts de raids vikings, et le monastère détruit.
Francon (793-816), évêque du Mans, fait rebâtir l'église de cette paroisse et y dépose le corps de saint Ernier     .
Vers 840, Aldric, évêque du Mans, crée deux nouveaux établissements agricoles sur le territoire de Ceaucé après défrichage de la forêt .

#### Période du duché de Normandie et de l'Empire Plantagenêt
À partir du XIe siècle, à la suite de la conquête de l'Angleterre, puis de l'avènement de l'empire Plantagenet, le Passais devient un lieu de passage entre l’Angleterre et les régions du Sud de la France; le village de « l’Hotellerie » est un témoin de ces échanges.
Au XIe siècle, avant l'arrivée des Normands, la région du vicus Ceaucé est probablement sous la dépendance du seigneur de Mayenne.
Vers 1070, le manoir de Ceaucé appartenant à Arnaud d'Avranches, récemment nommé évêque du Mans, et allié du duc Guillaume, est pillé par les Manceaux opposés aux Normands. En effet, en vertu de la donation du IVe siècle à St Julien, le domaine épiscopal de Ceaucé est érigé en fief indépendant des autorités laïcs locale et relevant uniquement de l'évêché du Mans; le fief de Régale (correspondant au centre bourg et terres environnantes). Il existait donc un manoir de l'évêque sur ces terres .
Au début du XIIe siècle, Hildebert de Lavardin, évêque du Mans puis archevêque de Tours, fait rentrer sous son autorité les églises rurales usurpées par des laïcs dont celle de Ceaucé, dont les revenus reviennent intégralement à l'évêché  .
Au milieu du XIIe siècle, Ceaucé dépend de la châtellenie d'Ambrières, appartenant à Geoffroy III de Mayenne, qui en dota sa fille Mahaud (ou Mathilde); Ceaucé passe alors dans la famille de son époux Thibaud I (ou II) de Mathefelon .
En 1199, Ceaucé est séparée en deux par une donation d’Arthur, duc de Bretagne, à Juhel III, seigneur de Mayenne.

#### Incorporation au domaine royal français
Vers 1240, Geoffroi de Loudon, évêque du Mans, relève le manoir épiscopal situé sur cette paroisse .
Vers 1290, le seigneur de Sept-Forges, Jehan de Mondamer, et ses alliés, se vengèrent de l'évêque du Mans, Jean I de Toulay, en ravageant ses terres et en abattant son manoir de Ceaulcé . Vers 1300, celui-ci sera reconstruit par le nouvel évêque, Robert II de Clinchamp. Mais à la suite de cet événement, les évêques délaissent peu à peu ces terres de Regale qui finissent par être rattachées à la seigneurie de la Béraudière .

### Temps modernes
En 1466, Ceaucé en Normandie dépend de la sergenterie de Barenthon, vicomté d'Alençon, élection d'Alençon.
Par la suite, au XVIe siècle, Ceaucé en Maine aura son assemblée, son syndic et ses collecteurs d’impôts; on y dépend de l’élection de Mayenne, de la généralité de Tours et du parlement de Paris. Ceaucé en Normandie dépend alors de l’élection de Domfront, de l’intendance d’Alençon et du parlement de Rouen. La limite devait longer le bois du Montchauveau .
En 1530, Gilles de Luxembourg, comte de Châlons et pair de France, est administrateur perpétuel de l'église paroissiale de Ceaucé.
En 1504, la famille de Feschal possède la terre et le château fortifié de la Béraudière, sur la paroisse de Ceaulcé en Passais . En 1574, pendant les guerres de Religion, les huguenots Ambroise et René Le Héricé (Le Balafré) incendient l'église et le village, et en 1590 le château de la Béraudière est réduit en ruine   .
Le 10 avril 1661, pour remédier à la grande ignorance locale, Jean Potier, docteur de Sorbonne, chanoine et théologal de l'évêché de Saint-Malo, fonde à Ceaucé un collège composé de trois régents et de deux chapelains .
En 1777, le doyenné de Passais est subdivisé en Passais Normand et Passais au Maine; Ceaucé se situe alors dans le doyenné de Passais, élection de Mayenne . La population s'élève alors à environ 2300 habitants de plus de 12 ans. L'activité agricole dépend principalement de la production de seigle, d'avoine et de sarrasin. La cure procure un revenu de 1300 livres .

### Époque contemporaine
En 1832, après six siècles de séparation, Ceaucé de l'Orne (1 215 habitants en 1831) absorbe la commune homonyme mayennaise (1 946 habitants).

## Politique et administration

### Rattachements administratifs et électoraux

#### Rattachements administratifs
La commune se trouve depuis 1926 dans l'arrondissement d'Alençon du département de l'Orne.
Elle faisait partie de 1801 à 1832 du canton de Juvigny-sous-Andaine, année où elle est rattachée au canton de Domfront. Dans le cadre du redécoupage cantonal de 2014 en France, cette circonscription administrative territoriale a disparu, et le canton n'est plus qu'une circonscription électorale.

#### Rattachements électoraux
Pour les élections départementales, la commune fait partie depuis 2014 du canton de Bagnoles de l'Orne Normandie
Pour l'élection des députés, elle fait partie de la première circonscription de l'Orne.

### Intercommunalité
Ceaucé était membre de la petite communauté de communes du Bocage de Passais-la-Conception, un établissement public de coopération intercommunale (EPCI) à fiscalité propre créé en 1993 et auquel la commune avait transféré un certain nombre de ses compétences, dans les conditions déterminées par le code général des collectivités territoriales.
Dans le cadre des dispositions de la loi portant nouvelle organisation territoriale de la République (Loi NOTRe)du 7 août 2015, qui prévoit que les établissements publics de coopération intercommunale (EPCI) à fiscalité propre doivent avoir un minimum de 15 000 habitants, cette intercommunalité a fusionné avec sa voisine pour former, le 1er janvier 2017, la communauté de communes Andaine-Passais dont est désormais membre la commune.
Cette intercommunalité bénéficie d'une dérogation prévue par la loi Notre, car sa population est inférieure à 15 000 habitants.

### Tendances politiques et résultats
Lors des élections municipales de 2014 dans l'Orne, la liste DVG de la maire sortante Marie-France Bourrée est seule candidate et est donc élue avec les 499 suffrages exprimés. Sa liste de 15 conseillers municipaux est donc élue, et 4 d'entre eux siègent au conseil communautaire.
Lors de ce scrutin, 30,99 % des électeurs se sont abstenus, et 28,41 % d'entre eux ont voté blanc ou nul.
Lors des élections municipales de 2020 dans l'Orne, la liste menée par Michel Dargent — dont fait partie l'ancienne maire Marie-France Bourrée, qui a été lue maire-adjointe — est la seule candidate et obtient les 281 suffrages exprimés. Sa liste est donc élue en totalité, avec 15 conseillers municipaux dont 4 communautaires.
Lors de ce scrutin, marqué par la pandémie de Covid-19 en France, 55,27 % des électeurs se sont abstenus et 13,54 % d'entre eux ont voté blanc ou nul.

### Administration municipale
Compte tenu de la population de la commune, le conseil municipal est composé de quinze membres dont le maire et ses adjoints.
| Période                                  | Période                       | Identité             | Étiquette | Qualité                                                                                        |
| ---------------------------------------- | ----------------------------- | -------------------- | --------- | ---------------------------------------------------------------------------------------------- |
| Les données manquantes sont à compléter. |                               |                      |           |                                                                                                |
| vers 1825                                |                               | Faverie              |           |                                                                                                |
| vers 1830                                |                               | Dumesnil             |           |                                                                                                |
| vers 1835                                | vers 1845                     | Benjamin Cheux       |           |                                                                                                |
| vers 1850                                |                               | Jean Dupin           |           |                                                                                                |
| vers 1860                                |                               | François Ducreux     |           |                                                                                                |
| vers 1890                                |                               | Jean-Baptiste Goyet  |           |                                                                                                |
| vers 1900                                |                               | Prosper Hamard       |           |                                                                                                |
| Les données manquantes sont à compléter. |                               |                      |           |                                                                                                |
| mars 1959                                | mars 1977                     | Louis Terrenoire     | UDR       | Homme politique, journaliste Ministre (1960 → 1962) Député de l'Orne (1re circ.) (1958 → 1973) |
| Les données manquantes sont à compléter. |                               |                      |           |                                                                                                |
| 1977                                     |                               | Louis Victor Provôt  |           |                                                                                                |
| mars 1989                                | décembre 2012                 | François Williams    | DVG       |                                                                                                |
| janvier 2013                             | mai 2020                      | Marie-France Bourrée | SE        | Directrice d'école retraitée                                                                   |
| mai 2020                                 | En cours (au 2 décembre 2020) | Michel Dargent       |           | Cadre retraité Chevalier de l’Ordre national du Mérite                                         |

## Équipements et services publics

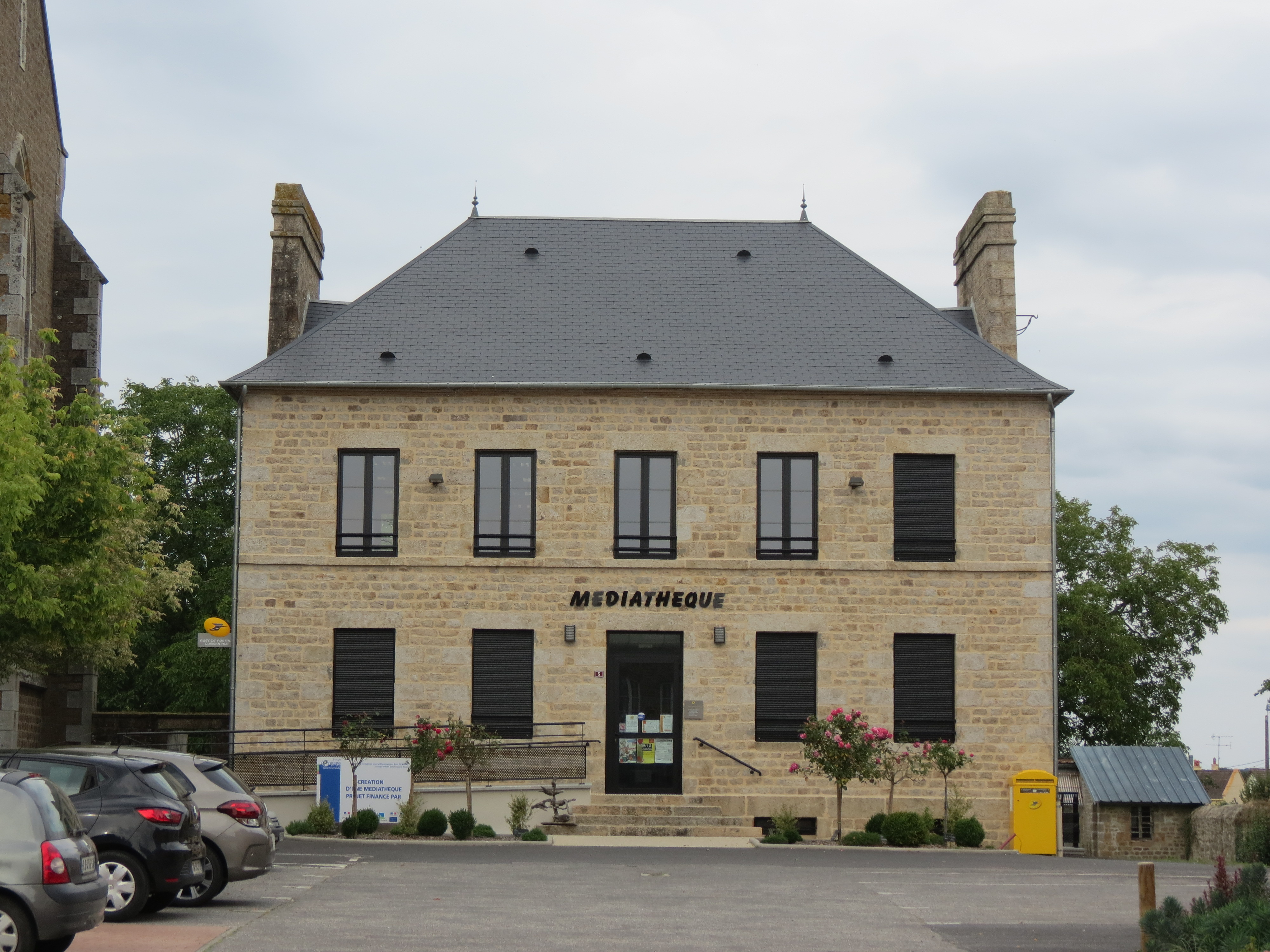
La médiathèque.

### Jumelages
- North Petherton (Royaume-Uni) depuis 1994.

## Population et société

### Démographie
L'évolution du nombre d'habitants est connue à travers les recensements de la population effectués dans la commune depuis 1793. Pour les communes de moins de 10 000 habitants, une enquête de recensement portant sur toute la population est réalisée tous les cinq ans, les populations de référence des années intermédiaires étant quant à elles estimées par interpolation ou extrapolation. Pour la commune, le premier recensement exhaustif entrant dans le cadre du nouveau dispositif a été réalisé en 2007.

En 2022, la commune comptait 1 164 habitants, en évolution de −3,48 % par rapport à 2016 (Orne : −3,21 %, France hors Mayotte : +2,11 %).
| 1793  | 1800 | 1806  | 1821  | 1831  | 1836  | 1841  | 1846  | 1851  |
| ----- | ---- | ----- | ----- | ----- | ----- | ----- | ----- | ----- |
| 1 274 | 946  | 1 358 | 1 142 | 1 215 | 3 571 | 3 428 | 3 431 | 3 507 |

| 1856  | 1861  | 1866  | 1872  | 1876  | 1881  | 1886  | 1891  | 1896  |
| ----- | ----- | ----- | ----- | ----- | ----- | ----- | ----- | ----- |
| 3 314 | 3 334 | 3 347 | 3 165 | 3 262 | 3 012 | 3 028 | 2 907 | 2 807 |

| 1901  | 1906  | 1911  | 1921  | 1926  | 1931  | 1936  | 1946  | 1954  |
| ----- | ----- | ----- | ----- | ----- | ----- | ----- | ----- | ----- |
| 2 731 | 2 601 | 2 583 | 2 287 | 2 186 | 2 090 | 2 077 | 2 080 | 1 950 |

| 1962  | 1968  | 1975  | 1982  | 1990  | 1999  | 2006  | 2007  | 2012  |
| ----- | ----- | ----- | ----- | ----- | ----- | ----- | ----- | ----- |
| 1 813 | 1 638 | 1 470 | 1 343 | 1 244 | 1 248 | 1 211 | 1 206 | 1 233 |

| 2017  | 2022  | - | - | - | - | - | - | - |
| ----- | ----- | - | - | - | - | - | - | - |
| 1 182 | 1 164 | - | - | - | - | - | - | - |

| 1793  | 1800  | 1806  | 1821  | 1831  |
| ----- | ----- | ----- | ----- | ----- |
| 1 280 | 1 750 | 1 825 | 1 876 | 1 946 |

### Sports
Le Club olympique ceaucéen fait évoluer une équipe de football en ligue de Basse-Normandie et deux autres en divisions de district.

### Manifestations culturelles et festivités

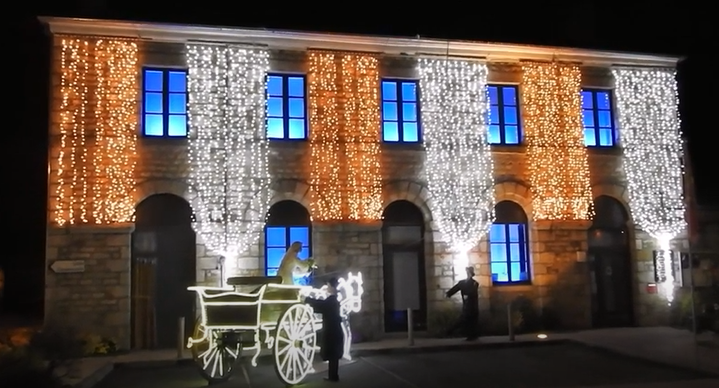
La mairie revêt ses habits de lumière.

- Fête de saint Ernier : 
Chaque lundi de Pentecôte, environ 300 paroissiens de Ceaucé et des alentours réalisent rituellement un périple de 8 km, rythmé de chants et de prières et ponctué d’arrêts devant des calvaires préalablement décorés de fleurs. Cette manifestation trouve ses origines au XIe siècle, lorsque le moine Ernier, envoyé par l’évêque du Mans pour évangéliser la région, remplace les stèles celto-romaines de Mercure  par des calvaires. Jusqu’en 1870, il y avait un grand tour de 42 km et un petit tour de 18 km, réduit à 8 km depuis les années 1970. Saint Ernier est supposé protéger la récolte des moissons[63].

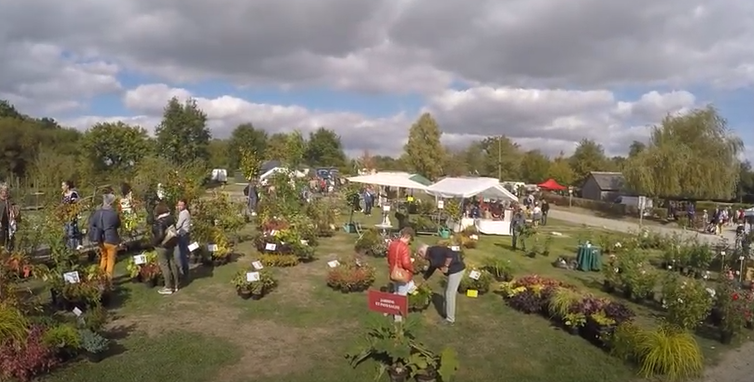
Art et jardin.

- Art et jardin : 
Chaque année, ce festival a lieu le dernier dimanche de septembre. Il réunit une centaine d’exposants : artisans, pépiniéristes, fleuristes, paysagistes, horticulteurs, peintres, ferronniers, sculpteurs, souffleurs de verre. 2 conférences ponctuent la journée, sur des thèmes variés autour du jardin. Cette manifestation a été créée en 1999, et attire chaque année de nombreux visiteurs[64].
- Village lumière ; 
Évènement incontournable par excellence, les illuminations animent le bourg lors du mois de décembre. Dès le mois de novembre, les 150 bénévoles se mobilisent pour monter les décors, autour du thème des métiers et de la vie d’antan. Tout au long du mois, des crêpes et cidres chauds sont vendus dans un chalet aux nombreux visiteurs. La commune fait partie du concours des villes et villages illuminés avec 70 autres communes du bocage ornais. Ceaucé est toujours bien classée[65].

## Culture locale et patrimoine

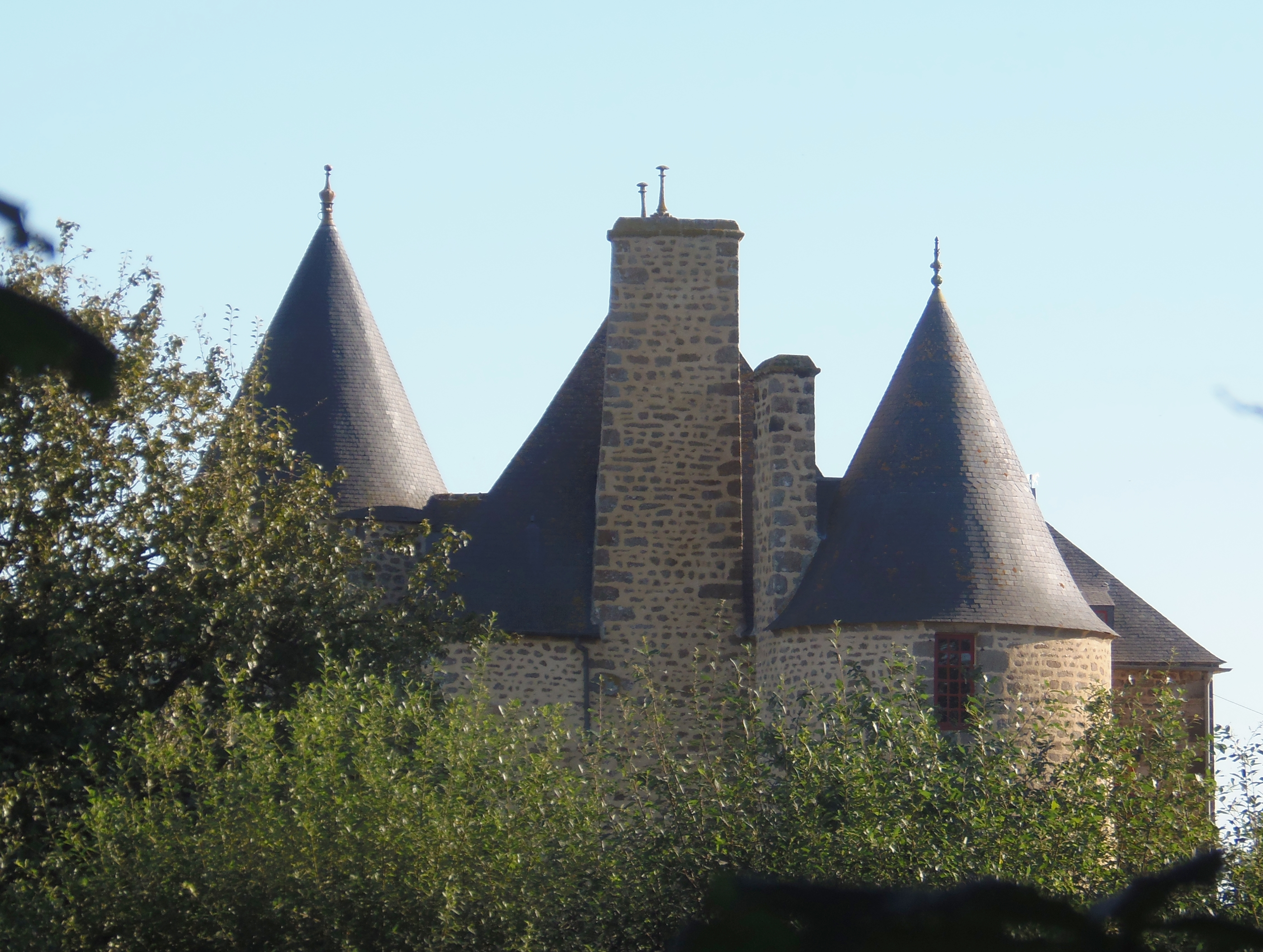
Toiture du manoir de la Servière.

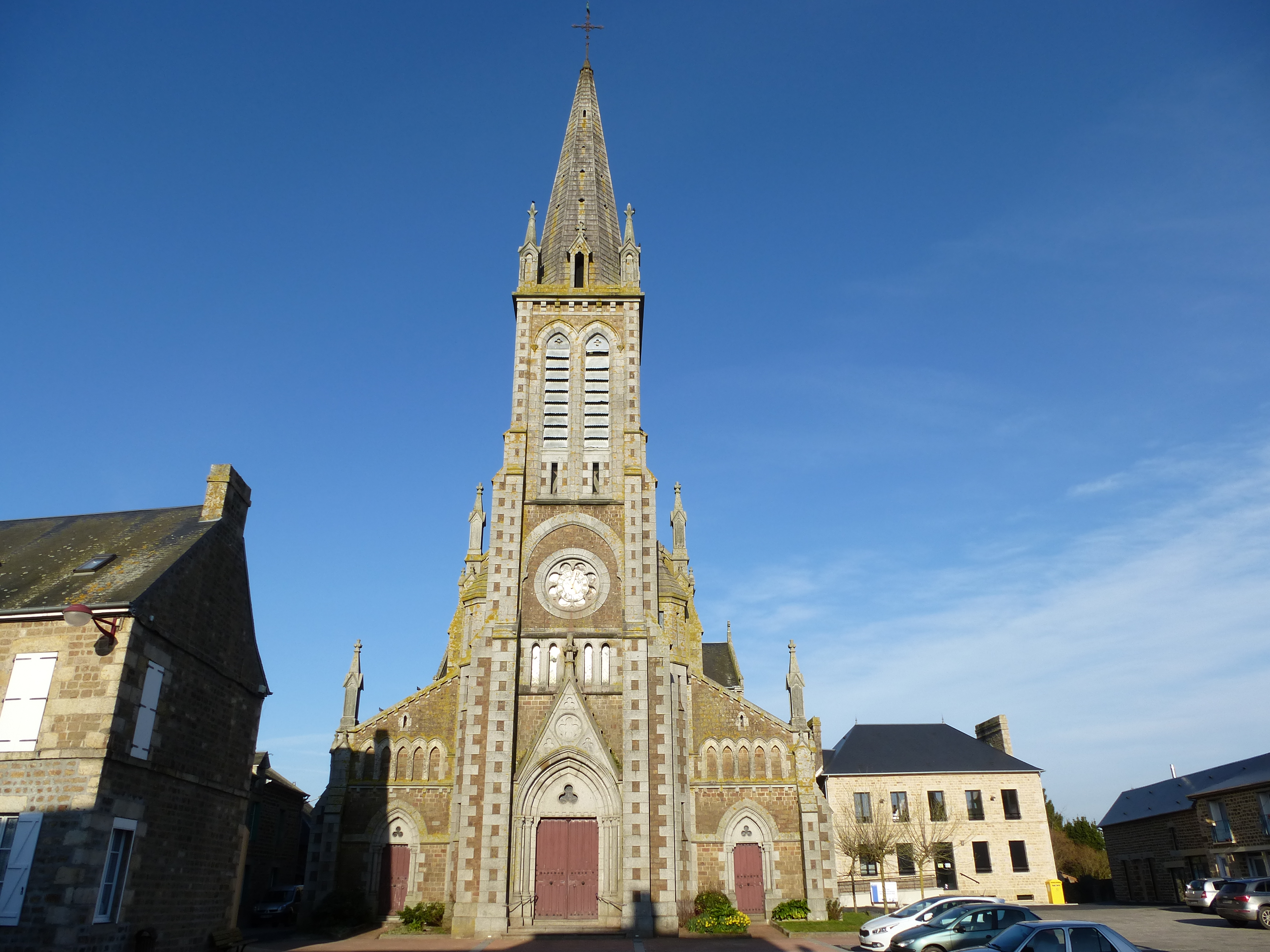
L'église Saint-Ernier.

### Lieux et monuments
- Menhir de la Pierre, classé au titre des monuments historiques par arrêté du 25 novembre 1976[66].
- Manoir de la Grande Pierre, partiellement inscrit au titre des monuments historiques par arrêté du 15 mai 1974[67].
- Manoir de la Servière en granit des XVe – XVIe siècles[68], partiellement inscrit au titre monuments historiques par arrêté du 7 février 1975[69].
- Maison forte de la Béraudière du XVe siècle, à environ 1,3 km à gauche de la RD 162. Logis avec une belle cave voûtée dont les arêtes retombent sur des colonnes. À la fin du XVIIIe siècle, la maison forte était constituée de quatre bâtiments qui formaient une enceinte quadrangulaire flanquée aux angles. Il subsiste des traces des fossés[70].
- Manoir de Bois-Vézin en granit des XVe – XVIe siècles[71].
- Manoir des Brosses en granit des XVe et XVIe siècles[72].
- Motte de La Bunache à gauche de la route vers Loré et en limite de ce bourg, motte de forme elliptique. Une famille est citée à la fin du XIIIe siècle[73].
- Église Saint-Ernier du XIXe siècle. Elle abrite une statue de Sainte Barbe[74], une clôture de dévotion[75], une Vierge de Pitié[76], et la châsse de saint Ernier[77].
- Chapelle Saint-Laurent.
- Pèlerinage[78] dédié à saint Ernier ou Ernée[79], abbé du VIe siècle, dont une relique est conservée.

### Personnalités liées à la commune
- Saint Alnée (Aquitaine, VIe siècle - Ceaucé, VIe siècle).
- Saint Ernier (Aquitaine, 500 - Ceaucé, 560).
- Jean de Lantlisson, curé de Ceaucé en 1420, chanoine de l'église cathédrale du Mans et professeur d'Écriture Sainte.
- Jean Potier, fondateur du collège de Ceaucé vers 1661, docteur de Sorbonne, chanoine et théologal de l'évêché de Saint-Malo [80].
- Ambroise Paccori[81] (1649 à Ceaucé - 1730), principal du collège de Ceaucé, auteur chrétien prolifique [82].
- Auguste Salles (Ceaucé, 1860 - 1941), professeur au lycée Janson de Sailly.